# Bã trái cây

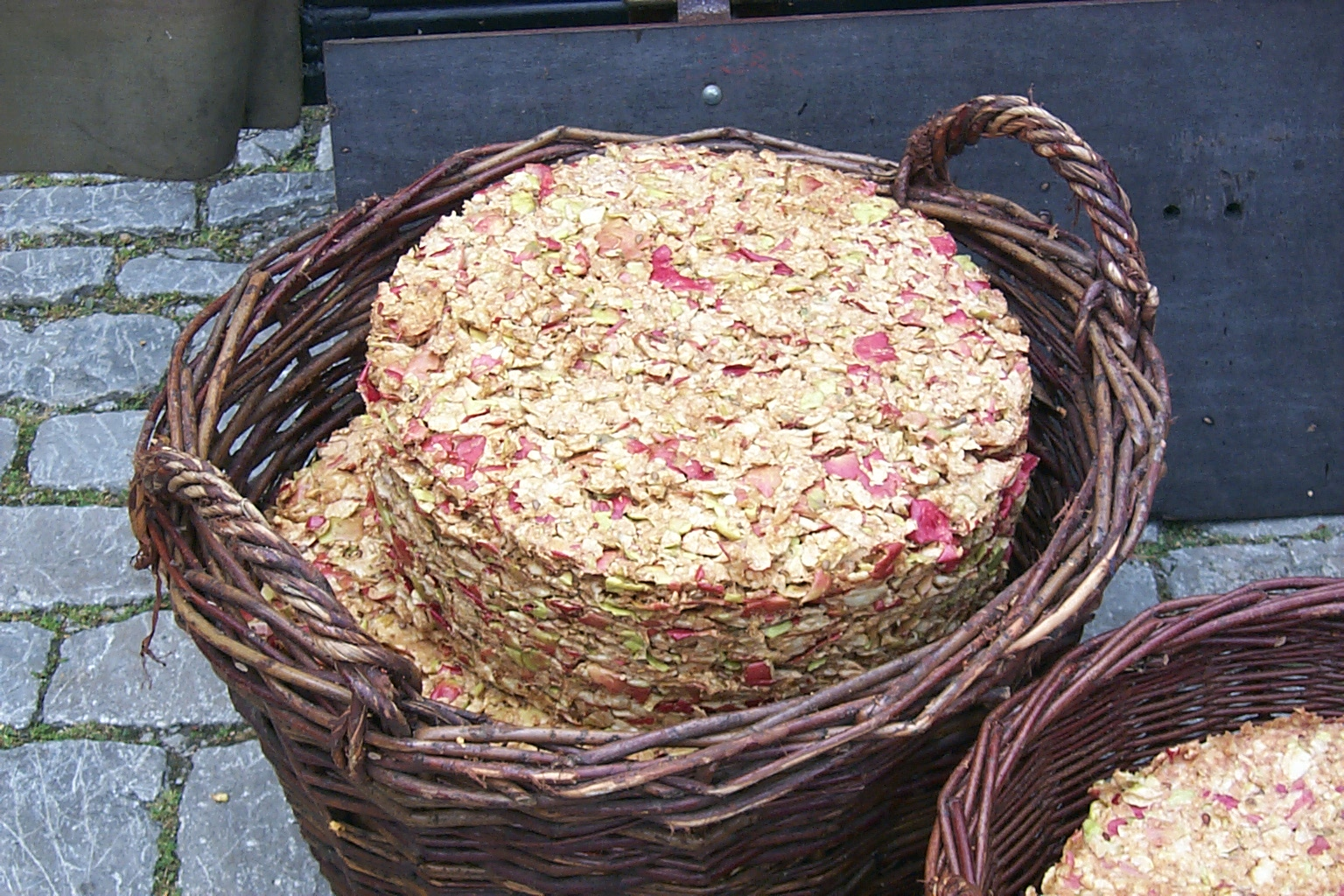
Bã từ táo

Bã trái cây là những chất rắn dư thừa còn lại từ vỏ, lõi, hạt và thân của quả, sau khi ép nước cốt của trái cây.
Mặc dù bã trái cây thường được gắn liền với nghề trồng nho, nó cũng hình thành trong quá trình ép nước táo, cà rốt hoặc cà chua.
Trester từ tiếng Đức không chỉ có nghĩa là bã trái cây mà còn là bã của cà phê sau khi xay và pha chế, hoặc bã của ô liu khi ép để sản xuất dầu ô liu. Thỉnh thoảng nó cũng được dùng để chỉ bã ngũ cốc còn sót lại trong khi chế bia hoặc Whiskey, mặc dù thường thì từ Treber được dùng.

## Công dụng

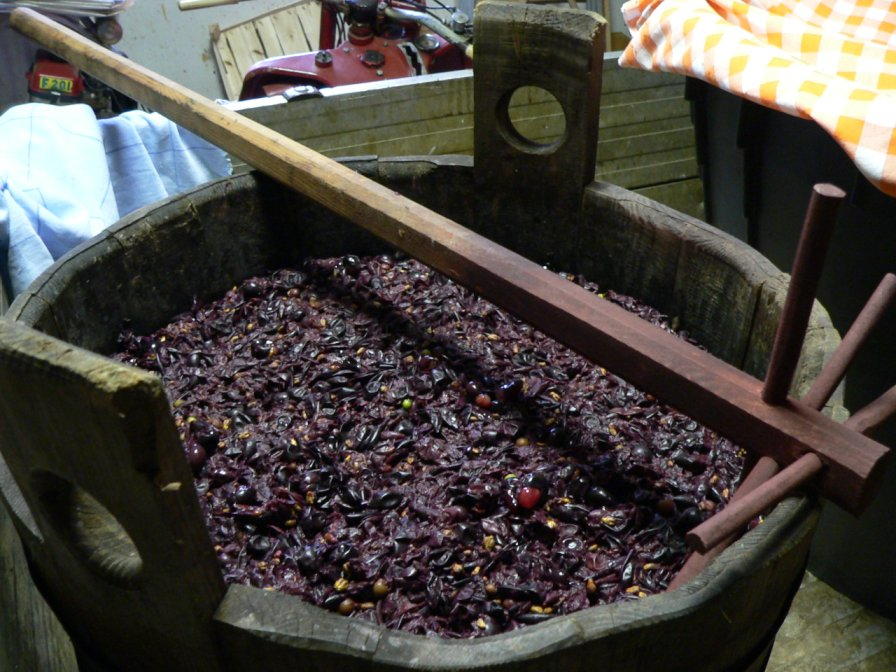
Nho sau khi ép

Bã của hầu hết các loại trái cây còn lại trong quá trình ép, một phần được sử dụng làm thức ăn chăn nuôi và phân bón. Đặc biệt, trong ngành trồng nho, bã nho được chế biến thành rượu chưng cất, những loại nổi tiếng nhất là Grappa của Ý, Marc ở Pháp và ở Hy Lạp Tsipouro (cũng còn gọi là: Raki hoặc ở Crete Tsikoudia). Các hạt nho của bã nho đôi khi được tái sử dụng để sản xuất dầu hạt nho.
Bã ngũ cốc còn dư lại trong quá trình chế bia cũng được bỏ vào bột bánh mì nhão để làm thành bánh mì bã ngũ cốc. Vụn của bánh mì này bọc thịt làm thành món „Brauerschnitzel" ở Nam Đức.
Ở hồ Bienne ở Thụy Sĩ, mỗi năm theo truyền thống có tổ chức ăn Treberwurst, một loại xúc xích luộc được hâm nóng trên bã ngũ cốc trong lúc chưng cất trong nồi hơi đốt.
Chanh, củ cải đường và bã táo một phần được sử dụng để tách ra pectin, được sử dụng trong số những thứ khác như là nguyên liệu hoàn toàn thực vật thay thế cho gelatin.
Ngoài ra bã trái cây có giá trị năng lượng và thích hợp cho việc sản xuất năng lượng tại các nhà máy khí sinh học.
Bã táo, một phần trộn với lên đến 10% yến mạch, được sử dụng trong những tháng mùa đông cho thú vật hoang dã ăn hoặc được các thợ săn dùng để dụ các động vật móng guốc.